# Oskar Manigk

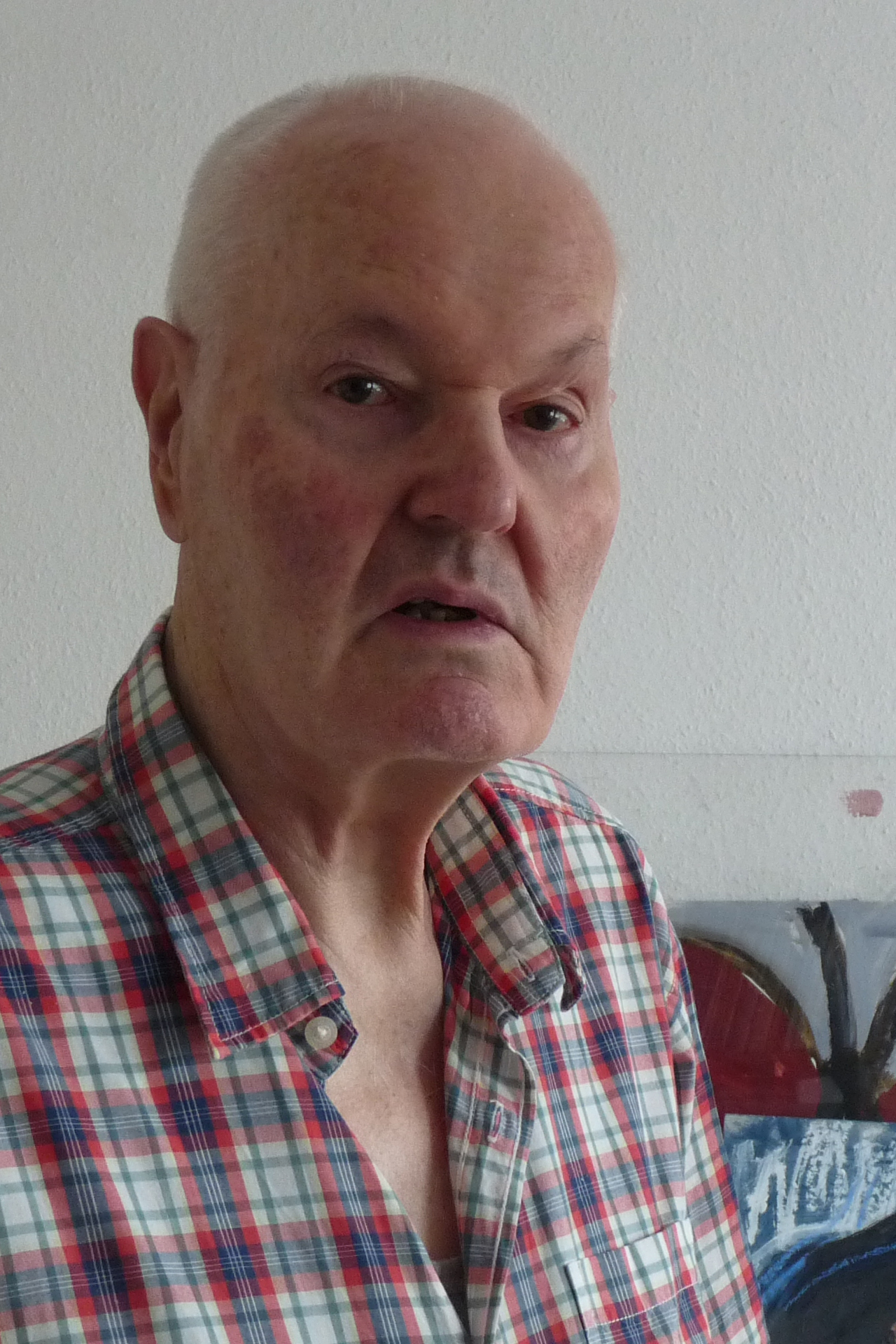
Oskar Manigk, 2012

Oskar Manigk (* 29. April 1934 in Berlin) ist ein deutscher Maler. Er lebt und arbeitet in Ückeritz auf Usedom und in Berlin.

## Leben
Oskar Manigk wurde als Sohn des Kunstmalers Otto Manigk in Berlin geboren und wuchs während des Krieges im vorpommerschen Ückeritz auf Usedom auf. Nach dem Abitur 1953 absolvierte er eine Tischlerlehre. 1956 bis 1957 war er Gaststudent an der Kunsthochschule Berlin-Weißensee. Manigk war seit 1965 Mitglied im Verband Bildender Künstler der DDR und ist seit 1990 Mitglied des Künstlerbundes Mecklenburg-Vorpommern. Eine Freundschaft verband ihn mit Robert Rehfeldt, durch den er Ende der 1960er Jahre mit Vorläufern der Mail Art in Berührung kam. Eine erste Edition von Mail Art Karten erfolgte 1980 durch Jürgen Schweinebraden. Seit den 1970er Jahren entstanden neben seiner typischen expressiv-figurativen Malerei auf Papier im Bogenmaß (78 × 107 cm)  abstrakte Zeichnungen, Karikaturen, Übermalungen, Collagen, Gedichte und auch Super-8-Filme. Seit der Wende zeigte er sein Werk in vielen Ausstellungen. Die unverwechselbaren Arbeiten des „manischen Malers Manigk“, wie er im NDR-Kulturjournal vom 12. August 2000 genannt wurde, füllen nun auch großformatige Leinwände. Umfangreiche Werkgruppen befinden sich in der Kunsthalle Rostock, im Pommerschen Landesmuseum Greifswald, im Museum Folkwang in Essen sowie im Staatlichen Museum Schwerin und in der Kunstsammlung Neubrandenburg. 
1993 erhielt er den Caspar-David-Friedrich-Preis, verbunden mit einer Ausstellung im Staatlichen Museum Schwerin, 2005 den Kulturpreis des Landes Mecklenburg-Vorpommern für sein Lebenswerk und 2024 den Egmont-Schaefer-Preis für Zeichnung.
Er hat drei Töchter, Henriette Manigk ist ebenfalls Kunstmalerin.

## Einzelausstellungen/Preise (Auswahl)
- 1985 inoffizielle Galerie R/G in Berlin – Prenzlauer Berg
- 1990 Galerie Vier, Berlin – Mitte
- 1993 Caspar-David-Friedrich-Preis und Ausstellung im Staatlichen Museum Schwerin (Katalog)
- 1994 Museum der Hansestadt Greifswald
- 2000–2001 Nord-Landesbank Braunschweig und Kunstverein Rotenburg/Wümme (Katalog)
- 2001 Kunstsammlung Neubrandenburg
- 2002 Richard-Haizmann-Museum Niebüll und Landesvertretung Mecklenburg-Vorpommern in Berlin (Katalog)
- 2003–2004 Kunsthalle Rostock (Kunstzeitung)
- 2005 Kulturpreis des Landes Mecklenburg-Vorpommern
- 2006 Galerie im Turm, Berlin – Friedrichshain-Kreuzberg
- 2007 Kunstraum Heiddorf (Katalog); Galerie Eva Poll, Berlin – Tiergarten
- 2009 Galerie parterre, Berlin; Kunstpavillon Heringsdorf; Museum Wolgast
- 2010 Kunsthalle Rostock
- 2011 Galerie Schwarz; Koeppenhaus Greifswald
- 2013 Galerie Born, Berlin (Katalog); Schloss Plüschow; Herrenhaus Libnow
- 2014 Kunstraum Heiddorf; Kunstpavillon Heringsdorf; Galerie Schwarz; Pommersches Landesmuseum Greifswald; Galerie Pankow, Berlin (Katalog)
- 2015 Schloss der Pommerschen Herzöge Stettin; Galerie im Turm, Berlin
- 2016 Galerie Born, Berlin; Galerie mutare, Berlin (Katalog)
- 2018 GALERIE BORN, Berlin – Das Leben[1]
- 2019 Das Paradies war nie (mit Katia Fouquet), Brandenburgisches Landesmuseum für Moderne Kunst, Frankfurt/Oder; Kunstverein Bautzen; Kunstverein Mecklenburg & Vorpommern, Schwerin
- 2021 Galerie mutare, Berlin
- 2022 und 2023 Galerie Schwarz, Greifswald
- 2024 XIV. Egmont-Schaefer-Preis für Zeichnung des Berliner Kabinett e. V. in der Galerie Parterre Berlin; Galerie mutare, Berlin; Galerie Refugium, Zinnowitz; Galerie Schwarz, Greifswald und Galerie Circus Eins in Putbus

## Gruppenausstellungen (unvollständig)

### Zentrale und wichtige regionale Ausstellungen in derDDR
- 1954: Rostock und Stralsund: Erste Kunstausstellung des Bezirks Rostock
- 1961: Berlin, Akademie der Künste („Junge Künstler. Malerei“)
- 1969, 1974, 1979 und 1984: Rostock, Bezirkskunstausstellungen
- 1970: Berlin, Altes Museum („Auferstanden aus Ruinen. Druckgraphik und Zeichnungen 1945 - 1970“)
- 1978: Leipzig, Galerie am Sachsenplatz („Collagen, Montagen, Frottagen von Künstlern der DDR“)
- 1985: Berlin, Neue Berliner Galerie im Alten Museum („Musik in der bildenden Kunst der DDR“)

### Seit derdeutschen Wiedervereinigung
- 1990–1992 Wanderausstellung „Change of Gate“, Detroit, Toronto, Chicago und New York (Kurator: Christoph Tannert, Katalog)
- 1994 „Polyphonie“, Schloss Plüschow (Katalog)
- 1996 “Mail Art Osteuropa – im internationalen Netzwerk”, Staatlichen Museum Schwerin (Katalog)
- 1997 “… keine Kunst? Mail Art-Projekte”, Museum für Post und Kommunikation Berlin (Plakat von Oskar Manigk)
- 2000–2001 “Mail Art Saarland – DDR: Schmuggelgut oder Kassiber?”, Saarländische Universitäts- und Landesbibliothek Saarbrücken und in der Universitätsbibliothek Leipzig (Katalog)
- 2002–2003 „Wahnzimmer - Kunst und Kultur der 80er Jahre in Deutschland“, Museum der bildenden Künste Leipzig, Folkwang-Museum Essen
- 2003–2004 „Kunst der DDR“, Nationalgalerie Berlin, Kunsthalle Bonn
- 2005 „Meer, Strand und Himmel als Sehnsuchtsziel und Zufluchtsort der Künstler seit Edvard Munch“, Schloss Plüschow und Kunsthalle Stade (Kurator: Eckhard Gillen, Katalog)
- 2006 „Fünf Positionen der Gegenwart in Mecklenburg-Vorpommern“, Kunstsammlung Neubrandenburg (Katalog)
- 2009 „Poesie des Untergrunds“, Prenzlauer Berg-Museum Berlin, 2010 auch in Rheinsberg, Jena und Greifswald
- 2012 „50 Jahre Mail Art“, BrotfabrikGalerie, Berlin
- 2013 „Arte Postale“, Akademie der Künste, Berlin (Katalog)
- 2015 „Kunst für alle“, Akademie der Künste, Berlin
- 2015 „Außer Kontrolle! Farbige Grafik & Mail Art in der DDR“, Schwerin und Güstrow (Katalog)
- 2016 „Absage – Ansage“, Künstlerhaus Plüschow
- 2016 „Gegenstimmen. Kunst in der DDR von 1976–1989“, Martin-Gropius-Bau, Berlin (Katalog)
- 2018 „Hinter dem Horizont… Kunst der DDR aus den Sammlungen des Staatlichen Museums Schwerin“; „Real Pop“ 1960–1985, Brandenburgisches Landesmuseum für Moderne Kunst
- 2019 „Point of No Return“, Museum der bildenden Künste Leipzig
- 2020 „19 90 – Systemunabhängige Kunstpositionen in den letzten Jahren der DDR“, Denkmal Kultur Mestlin
- 2021 „OST/WEST – Alternativen: Joseph Beuys und die Performance- und Mail Art-Szene in der DDR“, Museum FLUXUS+ Potsdam

## Veröffentlichungen
- Gefahren 2. Klasse. Verlag Lutz Wohlrab, Berlin 1992.
- Lutz Wohlrab (Hrsg.): In Paris kann ich nicht malen. Mit Texten von Eugen Blume und Wolf Biermann, Gerhard Wolf/janus press, Berlin 1996, ISBN 3-928942-33-6.
- Anwesend, Gedichte und Grafiken. Verlag Lutz Wohlrab, Berlin 2007.
- Ladies & Magenta. Kunstraum Heiddorf, Neu Kaliß 2007, ISBN 978-3-940021-06-9.
- Hinterholz und andere Geschichten. Verlag Lutz Wohlrab, Berlin 2011, ISBN 978-3-9814296-2-6.
- Der Steinigel und andere Geschichten. Verlag Lutz Wohlrab, Berlin 2012, ISBN 978-3-9814296-3-3.
- 79 Zeichnungen. Galerie Born Berlin, Berlin 2013, ISBN 978-3-940021-57-1.
- Oskar Manigk – Der Maler. Verlag Lutz Wohlrab, Berlin 2014, ISBN 978-3-9814296-6-4.
- Manigk, Oskar: … daß nicht noch was passiert! Eigenverlag 2019, ISBN 978-3-00-062639-5.
- Oskar Manigk: Post von Oskar. Mail Art & Künstlerpostkarten. Verlag Lutz Wohlrab, Berlin 2024, ISBN 978-3-9825642-0-3.